# Lista över planeter i Teenage Mutant Ninja Turtles
Lista över planeter i Teenage Mutant Ninja Turtles
För planeter i Dimension X, se Dimension X.

## D'Hoonnib
D'Hoonnib är en planet i Sidayomsystemet, från vilken Federation kommer. Planeten förekommer i Miragserierna och i pentalogin Turtles in Space i 2003 års TV-serie.

## D'Rial
En obebodd planet. Förekommer i 2003 års TV-serie, och det är där Professor Honeycutt stöter på Federation och Triceratons.

## Huanu
Huanu är en planet som förekommer i Archieserierna, från vilken Wingnut och Screwloose kommer. Krang förstörde allt liv på planeten.

## Mor Gal Tal
En planet som styrs av Utromerna och förekommer i 2003 års TV-serie. Utromerna förvisade även Shredder till en närliggande asteroid.

## Shell-Ri-La
Shell-Ri är en planet som förekommer i 1987 års tecknade TV-serie, i duologin "Planet of the Turtleoids". Den bebos av människoliknande sköldpaddor, vilka använder en "alkemimaskin" som omvandlar bly till guld, som de kan använda till att förse planeten med energi. Planetens "lilla" problem är draken Herman the Horrible, som enare visar sig vara en robot byggd av Bork och Dwork som söker efter guld .

## Planet of the Turtles
Under säsong 4 av 1987 års tecknade TV-serie förekommer denna planet. Här finns de fribrottande bröderna Flying Turtlenecker Brothers.

## Triceraton-hemvärlden
Triceraton-hemvärlden är egentligen ingen riktig planet, utan delar av en tidigare planet. Här har en stad byggts upp. Den förekommer i Miragserierna och 2003 års TV-serie.

## Utromernas hemvärld
Förekommer i 2003 års TV-serie, och dess exakta lokalisering vet bara utromerna. Det var här som rättegången mot Shredder hölls i duologin Exodus.

## Planet Zero
En planet som befolkas av monster, och förekommer i datorspelen baserade på 2003 års TV-serie.